# Rząd wielkości
Rząd wielkości – najbliższa wartości liczby potęga liczby 10, czyli najbliższa liczba całkowita wartości jej logarytmu dziesiętnego.
Rząd wielkości obliczamy wtedy, gdy chcemy określić przybliżoną wielkość obiektu lub zjawiska, a podanie jego dokładnej wielkości nie jest potrzebne lub możliwe.
Użyteczny jest również do porównywania zjawisk lub obiektów znacznie różniących się między sobą wielkością. Jeżeli wartość wzrasta o jeden rząd wielkości oznacza to, że wzrasta (w przybliżeniu) o 101 (10); jeżeli o dwa rzędy wielkości to wzrasta o 10² (100) itd.

## Przykłady
Określając rząd wielkości, trzeba brać pod uwagę sens stosowania tego pojęcia. Np. podanie rzędu wielkości liczby π = 100 (≈ 3,14), czy liczby dni tygodnia 101 ma niską wartość poznawczą. Nie jesteśmy w stanie dokładnie obliczyć ilości komórek w mózgu ludzkim, ale możemy oszacować rząd wielkości ich liczby (1015).
Obwód Ziemi to ≈ 40 tys. kilometrów, czyli {\displaystyle \approx 4\cdot 10^{7}} m. Ponieważ {\displaystyle \lg 40\ 000\ 000\approx 7{,}60206} i {\displaystyle 0{,}60206\geqslant 0{,}5,} to rząd wielkości obwodu Ziemi to {\displaystyle 10^{8}.}
Można również zapisać obwód w postaci wykładniczej, czyli {\displaystyle \approx 4\cdot 10^{7}} m.
Ponieważ mantysa jest większa lub równa od {\displaystyle {\sqrt {10}}} (4 > {\displaystyle {\sqrt {10}}}), to rząd wielkości obwodu Ziemi to {\displaystyle 10^{7+1},} czyli {\displaystyle 10^{8}}. Wartość {\displaystyle \approx 4\cdot 10^{7}} jest około 4 razy większa niż {\displaystyle 10^{7}} i około 2,5 razy mniejsza niż {\displaystyle 10^{8},} więc najbliższa wartości liczby potęga liczby 10 to 8.
Rząd wielkości średnicy słońca to 109 m (≈1,4 mln km), a rząd wielkości średnicy atomu wodoru to 10−10 m (≈106 pm).
Średnica Słońca i średnica atomu wodoru różnią się o 19 rzędów wielkości.
{\displaystyle {\frac {\text{średnica Słońca}}{\text{średnica atomu wodoru}}}={\frac {10^{9}}{10^{-10}}}=10^{9-(-10)}=10^{19}}
Jeśli człowiek ma 2 metry wzrostu, a mrówka 4 milimetry długości, to wzrost człowieka jest o 3 rzędy wielkości większy od długości mrówki:
{\displaystyle a=2\ \mathrm {m} ,}
{\displaystyle b=0{,}004\ \mathrm {m} ,}
{\displaystyle \log(a)-\log(b)=\log \left({\frac {a}{b}}\right)\approx 3.}